# بنو جذيمة
بني جذيمة (بالعربية: بنو جذيمة)، هي إحدى القبائل العربية التي تعاونت مع النبي محمد صلى الله عليه وسلم، وكانت تسكن الطائف وهي فرع من بني كنانة وهي قبيلة قريش الأم، وقبيلة النبي محمد صلى الله عليه وسلم.[بحاجة لمصدر]

## تاريخ
بطن من كنانة وهم: بنو جذيمة بن عامر بن عبد مناة بن كنانة، كانوا يسكنون الغميصاء، وقد غزاهم خالد بن الوليد، وتعرف بغزوة الغميصاء، فأوقع بهم.

### فهرس المراجع
1. ↑  كحالة (1994)، ج. 1، ص. 176.

### المعلومات الكاملة للمراجع
- عمر رضا كحالة (1994)، معجم قبائل العرب القديمة والحديثة، بيروت: مؤسسة الرسالة، OCLC:4770769115، QID:Q120985090